# Le Doulieu
Le Doulieu é uma comuna francesa na região administrativa de Altos da França, no departamento do Norte. Estende-se por uma área de 11.74 km². Em 2010 a comuna tinha 1 491 habitantes (densidade: 127 hab./km²).